# Epworth Sleepiness Scale
Die Epworth Sleepiness Scale (ESS) ist ein Verfahren zur Erfassung der Tagesschläfrigkeit durch Verwendung eines sehr kurzen Fragebogens. Das Verfahren wird in der Schlafmedizin bei der Diagnose von Schlafstörungen eingesetzt.
Es handelt sich um ein Instrument der nichtapparativen Diagnostik für Schlafforschung und Schlafmedizin.

## Inhalt des Fragebogens
Abgefragt wird retrospektiv die subjektive Einschätzung einer Person hinsichtlich der Wahrscheinlichkeit, in acht vorgegebenen typischen Situationen (tatsächlich) in den Schlaf zu fallen. Die Einstufung erfolgt in einer aufsteigenden Skala von 0 bis 3. Die Ergebnisse zu den acht Fragen werden zu einem Wert addiert. Ein Ergebnis von 0–9 wird als normal angesehen, bei Problemen mit dem Schlaf und höheren Werten sollte ärztlicher Rat gesucht werden. Für eine zutreffende Diagnose sind weitere Tests und Untersuchungen erforderlich.
Der Fragebogen wurde ursprünglich mit der Absicht geschaffen, durch gleichbleibende Wortwahl Vergleichbarkeit zu schaffen. Mit der befragten Person sollen Ergebnisse nicht vor dem vollständigen Ausfüllen besprochen werden.

## Anwendung
Neben der Erfassung der Tagesschläfrigkeit zu Beginn der Diagnostik kann der Test auch erneut eingesetzt werden, um Erfolge einer Therapie zu dokumentieren. Als Vorteil gegenüber anderen Fragebögen und apparativer Diagnostik kann der geringe Aufwand seitens des Patienten und die schnelle Auswertung gesehen werden. Grenzen sind dem Test schon dadurch gesetzt, dass die abgefragten Situationen dem Patienten bekannt sein müssen, Kinder sind damit ausgeschlossen. Beurteilt werden längere Zeiträume, nicht jedoch tageszeitliche Schwankungen.
Bei der Beurteilung als Klassifikator hat die ESS bezogen auf Narkolepsie sowohl hohe Spezifität (100 %) als auch hohe Sensitivität (93,5 %).
Der Fragebogen wird in der Leitlinie zur Narkolepsie der Deutschen Gesellschaft für Neurologie (DGN) bei den notwendigen Schritten bei der Erstdiagnostik einer Narkolepsie ausdrücklich benannt. Er wird nach der Leitlinie „Nicht erholsamer Schlaf/Schlafstörungen“ der Deutschen Gesellschaft für Schlafforschung und Schlafmedizin (DGSM) auch bei der Diagnostik anderer Schlafstörungen verwendet.
Auswertung:
| ESS-Score     | Gesundheitliche Bedeutung                                         |
| ------------- | ----------------------------------------------------------------- |
| 0-6           | gesund nur einfaches, unbedenkliches Schnarchen                   |
| 6-10          | grenzwertiger Befund                                              |
| 10-15         | Verdacht auf leichte bis mittelschwere schlafbezogene Atemstörung |
| größer als 16 | schwere Schlafstörung mit gesundheitlichem Risiko                 |

## Alternativen
Zur Bestimmung der Schwere der Tagesschläfrigkeit werden in der Schlafmedizin und anderen Bereichen je nach Fragestellung eine Vielzahl von Verfahren eingesetzt. Zur apparativen Diagnostik zählen Multipler Schlaflatenztest (MSLT) und Multipler Wachbleibetest (MWT), zur nichtapparativen Diagnostik die Stanford Sleepiness Scale (SSS) und viele weitere Fragebögen.
Die Verfahren berücksichtigen in unterschiedlichem Umfang jeweils Teilaspekte der Tagesschläfrigkeit.

## Geschichte
Der Test wurde 1991 von Murray W. Johns (Epworth Hospital in Melbourne, Australien) eingeführt. Im Laufe der Jahre wurde der Text in mehrere andere Sprachen (Deutsch, Finnisch, Französisch, Griechisch, Italienisch, Japanisch, Portugiesisch, Schwedisch, Spanisch, Türkisch und Chinesisch/Mandarin) übertragen und teilweise in diesen Versionen validiert. Inzwischen wird er weltweit eingesetzt.
Von der DGSM wurde eine deutsche Version erstellt, zu der auch Normdaten veröffentlicht wurden. Bei Gesunden erzielten 85 % der Probanden einen Gesamtwert kleiner 10, der ESS für die Gesamtgruppe lag bei 6,6±3,5 (SD).